# Abe Wiersma
Abe Wiersma (* 14. August 1994) ist ein niederländischer Ruderer, der 2019 Europameister und Weltmeister im Doppelvierer war. 2021 gewann er die olympische Goldmedaille.

## Sportliche Karriere
Abe Wiersma war 2011 und 2012 Fünfter im Doppelvierer bei den Junioren-Weltmeisterschaften. 2014 erreichte er den sechsten Platz bei den U23-Weltmeisterschaften. Bei den U23-Weltmeisterschaften 2015 gewann er zusammen mit Amos Keijser Bronze im Doppelzweier. 2016 gewannen sie erneut die Bronzemedaille bei den U23-Weltmeisterschaften.
2017 kehrte er zurück in den Doppelvierer. Zusammen mit Nicolas van Sprang, Koen Metsemakers und Freek Robbers erreichte er den sechsten Platz bei den Europameisterschaften in Račice u Štětí. Bei den Weltmeisterschaften in Sarasota belegten Abe Wiersma, Koen Metsemakers, Amos Keijser und Freek Robbers den vierten Rang. 2018 blieben nur Wiersma und Metsemakers im Boot. Der niederländische Doppelvierer mit Dirk Uittenbogaard, Stef Broenink, Koen Metsemakers und Abe Wiersma belegte den fünften Platz sowohl bei den Europameisterschaften als auch bei den Weltmeisterschaften. 2019 wechselte Broenink in den Einer und Tone Wieten ergänzte den Doppelvierer. Die Niederländer gewannen den Titel bei den Europameisterschaften in Luzern vor den Italienern. Bei den Weltmeisterschaften in Linz siegten die Niederländer vor den Polen und den Italienern. In der gleichen Besetzung gewannen die Niederländer auch 2020 bei den Europameisterschaften in Posen. Nachdem die Niederländer bei den Europameisterschaften 2021 Zweite hinter den Italienern waren, siegten sie bei den Olympischen Spielen in Tokio vor den Briten und Australiern.
Bei den Europameisterschaften 2022 in München und bei den Weltmeisterschaften 2022 in Račice u Štětí belegte Wiersma mit dem niederländischen Achter den zweiten Platz hinter den Briten.